# Schützenplatz (Hannover)

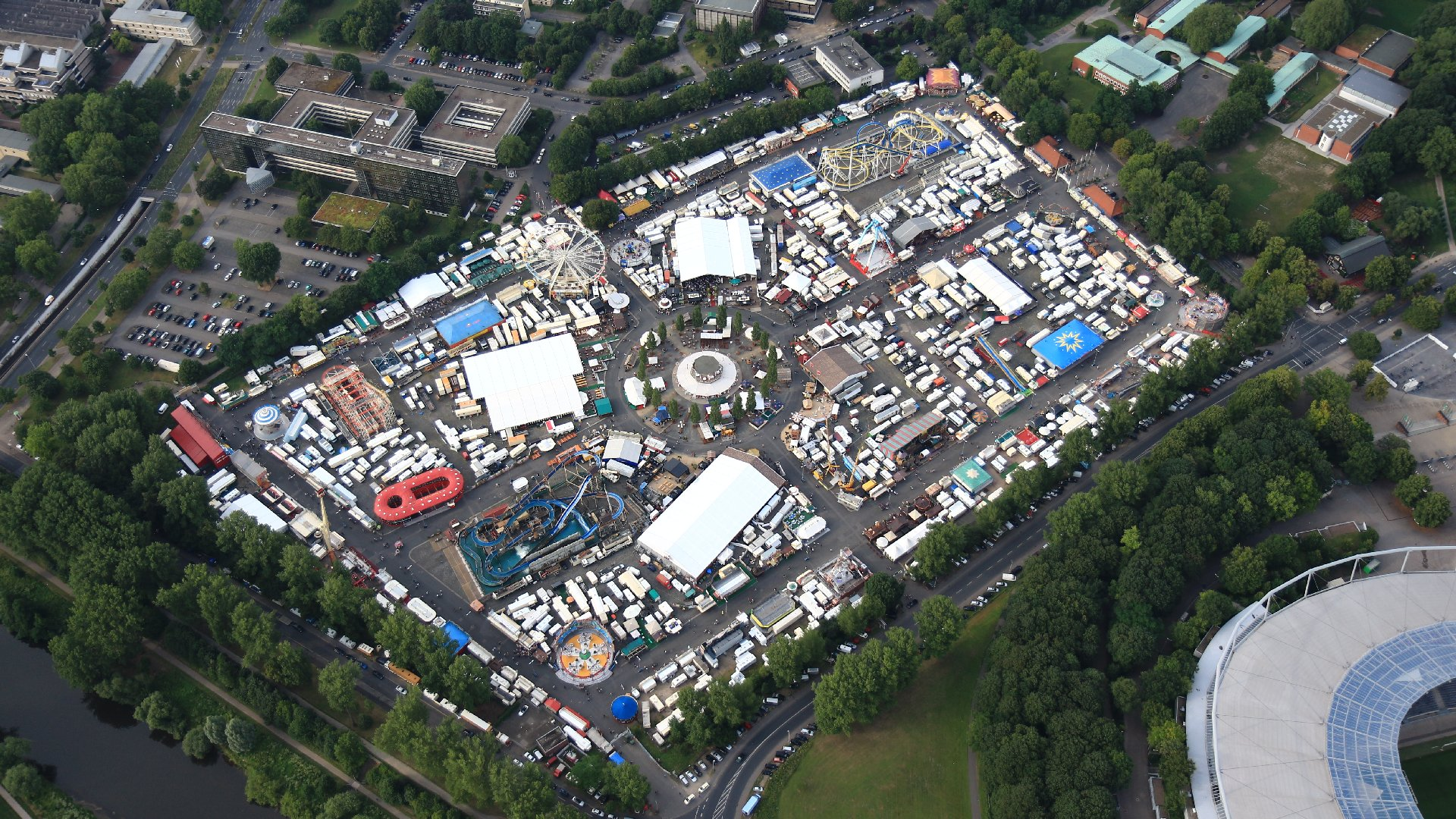
Luftbild vom Schützenplatz beim Schützenfest 2014

Der Schützenplatz in Hannover ist ein rund 10 ha großer Platz im Stadtteil Calenberger Neustadt. Er liegt südlich der Altstadt unweit des Waterlooplatzes. Ursprünglich als Exerzierplatz für Soldaten einer nahegelegenen Kaserne angelegt und genutzt, gehört er zu den größten Festplätzen Deutschlands.

## Geschichte

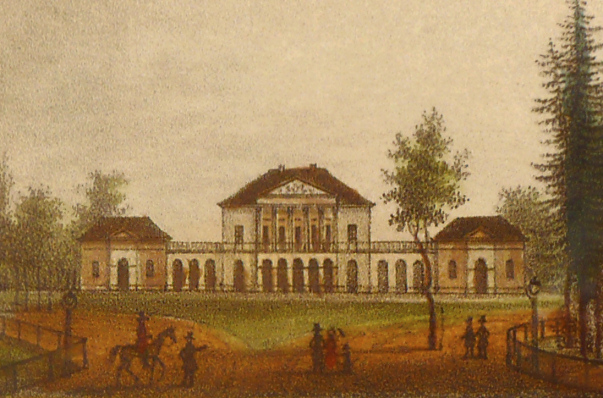
Nicht mehr bestehendes Schützenhaus Hannover um 1850

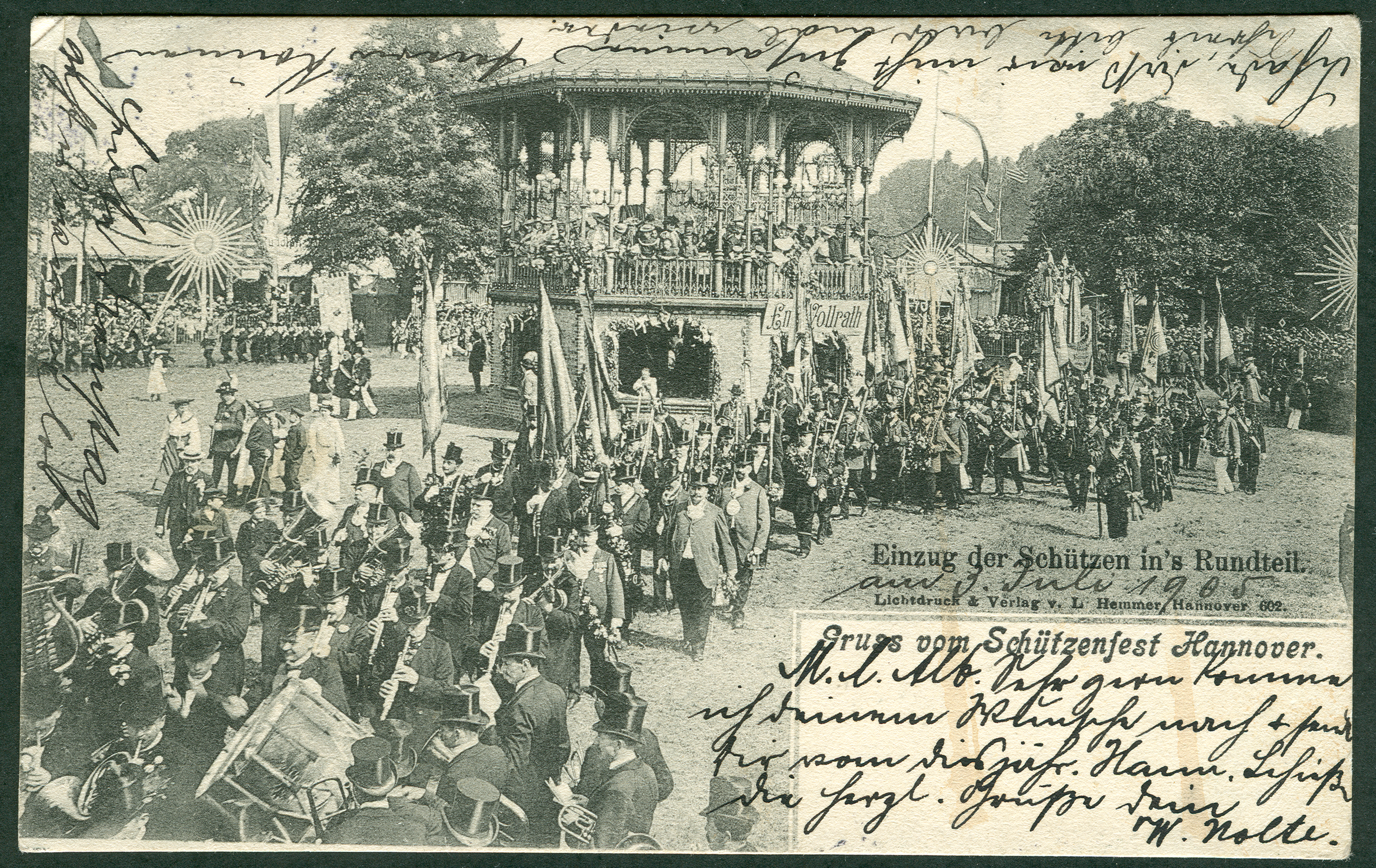
Ansichtskarte vom Einzug der Schützen in das Rundteil um 1900

Nach der Vereinigung der Schützenvereine der Altstadt von Hannover mit denen der Calenberger Neustadt entstand nach dem vierten Entwurf von Georg Ludwig Friedrich Laves ein Schützenhaus in der Ohe. Es wurde am 15. Juli 1827 eingeweiht. Der klassizistische Bau stand in etwa am Eingang der heutigen Heinz-von-Heiden-Arena und wurde durch die Luftangriffe auf Hannover im Zweiten Weltkrieg zerstört. Nördlich davon schloss sich in der alte Schützenplatz an. Im 18./19. Jahrhundert befand sich hier das Englische Loch.
Mit dem Bau des Maschsees wurde von 1934 bis 1937 auch eine Ihme-Begradigung verwirklicht. Der bisherige Bogen um die Lindener Ohe verschwand und auf dem gewonnenen Gelände entstand der neue Schützenplatz. 1937 konnte das erste Schützenfest auf dem neuen Platz gefeiert werden.

## Beschreibung
Der Platz liegt unmittelbar nördlich der Heinz-von-Heiden-Arena und wird von den Straßen Bruchmeisterallee, Beuermannstraße und Robert-Enke-Straße (bis Januar 2011 Arthur-Menge-Ufer) begrenzt. Der Boden des Platzes ist mit asphaltierten Straßen überzogen. Der Zugang erfolgt durch fünf große Tore (aufgezählt im Uhrzeigersinn):
- Gilde-Tor (im Osten)
- Schausteller-Tor (im Süden)
- Brauer-Tor (im Südwesten)
- Hanöversch-Tor (im Nordwesten)
- Herrenhäuser-Tor (im Norden)

Das Gilde-Tor ist der Haupteingang.
Das einzige massive und feststehende Gebäude auf dem Platz ist das „Rundteil“ (Rondell), in dem sich während des Schützenfestes ein Restaurationsbetrieb befindet. Weitere feste Gebäude befinden sich an den Platzrändern in Form von Toilettenanlagen und dem Eingangsgebäude am Gilde-Tor.

## Veranstaltungen
Der Platz ist besonders bekannt durch das im Sommer stattfindende Schützenfest Hannover, bei dem es sich um das weltweit größte seiner Art handelt. Im Frühjahr findet mit dem Frühlingsfest Hannover das größte Frühlingsfest Niedersachsens statt. Was für Norddeutschland eher ungewöhnlich ist, ist die Tradition eines Oktoberfestes. So ist das Oktoberfest Hannover, das seit dem Herbst 1964 auf dem Schützenplatz stattfindet, das größte Oktoberfest in Norddeutschland. Allein auf Grund dieser drei Großvolksfeste wird der Platz jedes Jahr von über 2 Millionen Menschen besucht. Über das Jahr verteilt finden zahlreiche weitere Großveranstaltungen auf dem Platz statt, darunter die regelmäßige „Street Mag Show“ als Deutschlands größte American Car, VW Bug und Harley Show. Des Weiteren gastieren Großzirkusse, wie zum Beispiel der Circus Krone, regelmäßig auf dem Schützenplatz.
Zudem dient der Schützenplatz als Hauptparkplatz für die Besucher der benachbarten Heinz-von-Heiden-Arena, in der die Heimspiele des Fußballvereins Hannover 96 und andere Veranstaltungen stattfinden.

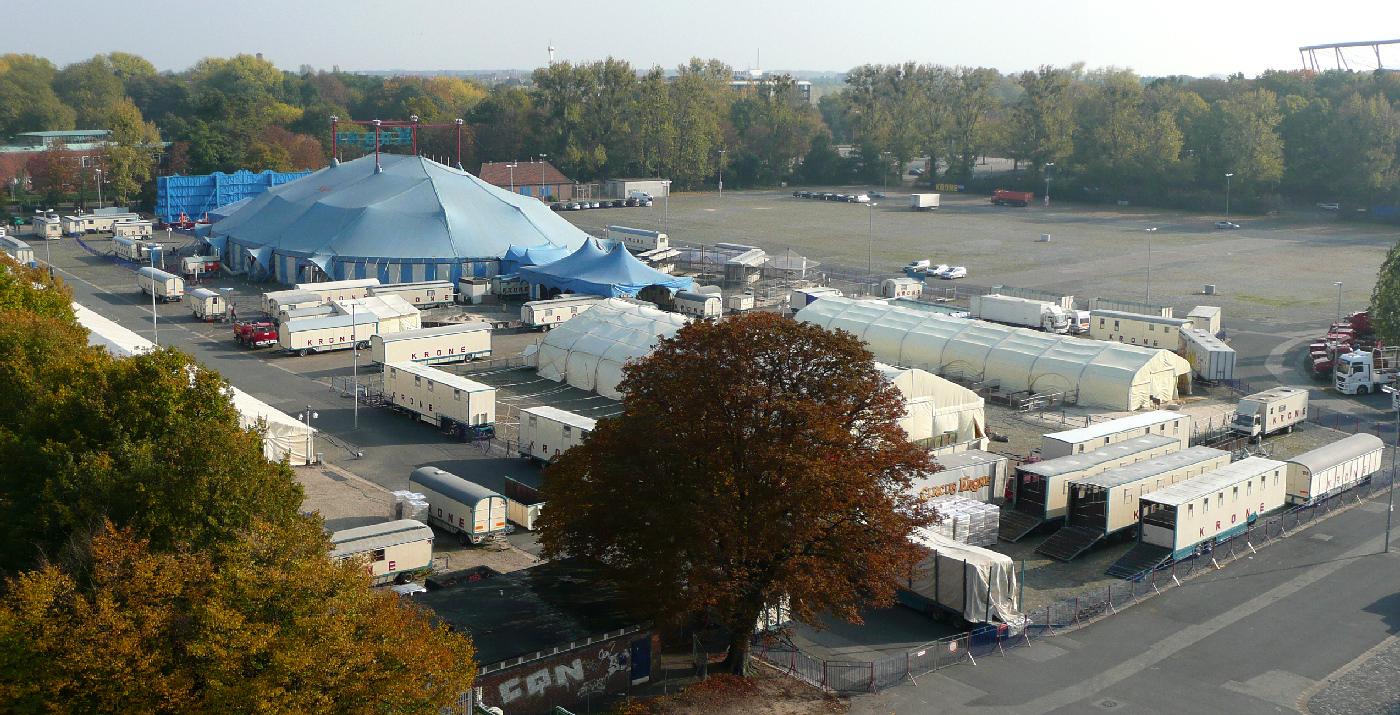
Schützenplatz mit Circus Krone
Schützenplatz-Haupteingang Gilde-Tor
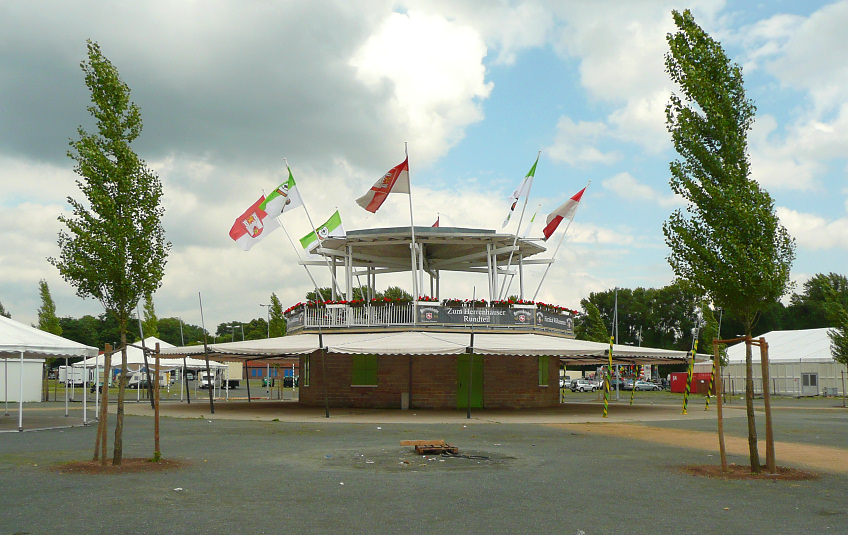
Rundteil in der Platzmitte
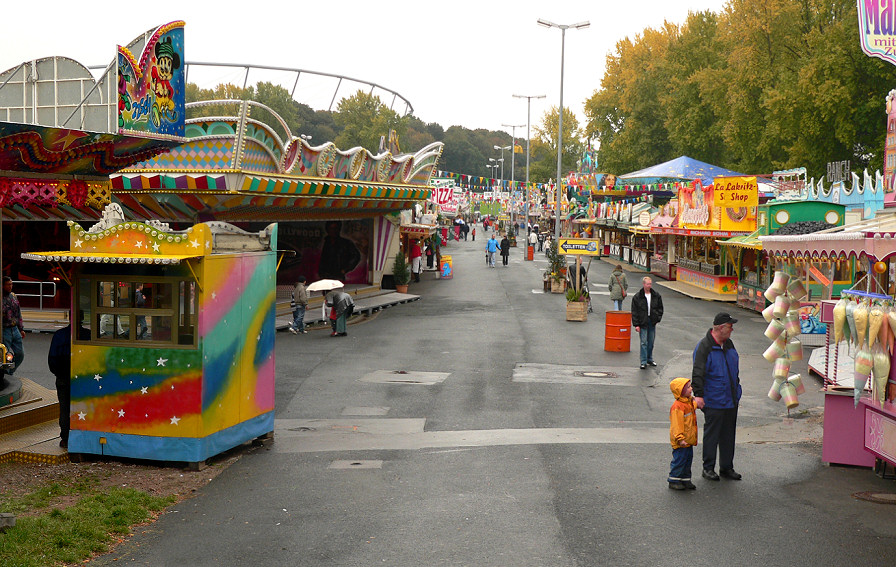
Fahrgeschäfte und Buden bei einem Volksfest
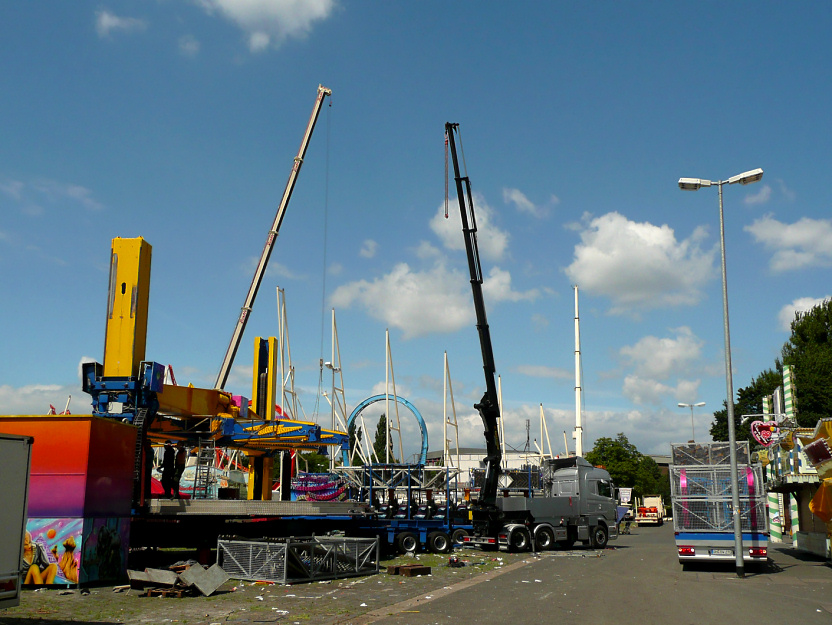
Abbau nach dem Schützenfest
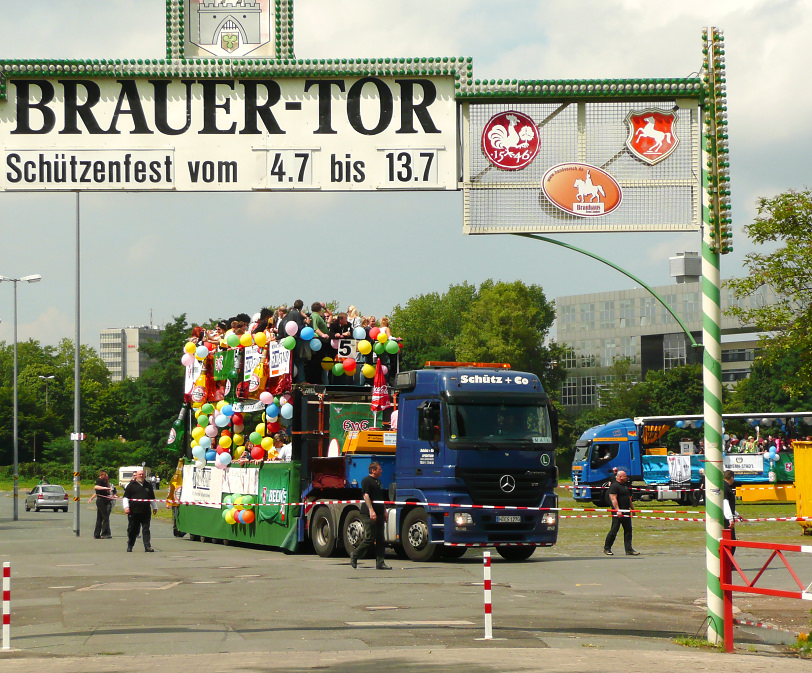
Start des Schlagermove 2008 auf dem Platz